# 混乱之子
《混乱之子》，是一部美國的犯罪類電視劇，本片由寇特·舒特創作。故事是男主角賈克斯·泰勒（查理·杭南飾演）的機車幫會生涯，讲述在虚构的加州小鎮查敏的故事，主題環繞幫派黑色風格、自我懷疑、兄弟情誼、家族內部矛盾、忠誠和救贖。該劇原型參考自美國哈雷摩托車俱樂部地獄天使。
2008年9月3日，該劇於FX電視頻道首播。至第三季時，每週平均吸引490萬觀眾收看，成為FX電視評價最高的電視劇。超過同台的《光頭神探》和《整形春秋》等劇。第四季與第五季的首集是FX電視史上兩個評價最高的電視節目。《滾石》雜誌稱其為黑皮衣版的《哈姆雷特》。《洛杉磯時報》也寫道該劇是騎著哈雷機車的《哈姆雷特》。
該劇也探討了自發性治安團體、政治腐敗和種族主義等話題，及各幫會間如何透過殘忍私刑來進行報復與爭奪地盤的過程，並且也展現出這些暴力性格對於家庭成員關係造成的裂變。劇組也聘請地獄天使奧克蘭分會的成員大衛·拉布拉瓦擔任技術顧問，並參演了一個角色哈皮·羅曼。此外，地獄天使的總會長桑尼·巴格也客串了一角藍尼·亞諾維茨。
2018年9月，FX電視台開播衍生劇《邊疆飆風族》，時間線為本傳結局後兩年半，劇情從拉美裔機車幫會及墨西哥販毒集團的角度出發，其中加入本傳中的角色客串演出。

## 简介
在一個加州小鎮查敏上，賈克斯·泰勒是名為「混亂之子」的機車幫會副會長（v President），他非常重視自己手下這幫兄弟，願意赴湯蹈火在所不惜。可是面對毒品販子、軍火商、聯邦政府探員和大型土地開發商的威脅，他必須帶領兄弟們一起奮戰，不僅要保護自己，也要保護小鎮的安寧。除了這些外來的問題，另一方面賈克斯的理想是讓幫會徹底擺脫“非法販賣軍火”的陰影，實現亡父的遺願，但這跟他嚴厲的母親與幫會會長繼父的經營理念背道而馳。面對來自四面八方、將幫會推向更黑暗邊緣的形勢壓力，賈克斯只能想盡辦法抵抗...。

## 縮寫
劇中演員的台詞頻繁的以「SAMCRO」代指主角的幫會，這是「混亂之子摩托車俱樂部紅木總會」（Sons of Anarchy Motorcycle Club Redwood Original）的縮寫。

## 演員
- 賈克斯·泰勒（英语：Jax Teller）（查理·杭南飾演） — 「混亂之子」副會長，「混亂之子」創幫九人之一約翰·泰勒的兒子。
- 克雷·莫羅（英语：Clay Morrow）（朗·帕爾曼飾演） — 「混亂之子」會長，也是創幫九人之一，賈克斯的繼父。
- 伽瑪·泰勒·莫羅（英语：Gemma Teller Morrow）（卡特夫·薩加爾（英语：Katey Sagal）飾演） — 賈克斯的母親，「混亂之子」創幫九人之一約翰·泰勒的遺孀，會長的妻子。
- 鮑比·蒙森（英语：Bobby Munson）（馬克·伯恩·約尼爾（英语：Mark Boone Junior）飾演） — 「混亂之子」秘書長兼財務長。
- 蒂格·崔格（英语：Tig Trager）（金·高斯飾演） — 「混亂之子」軍士長。
- 奇博斯·特爾福（英语：Chibs Telford）（湯米·弗拉納根飾演） — 「混亂之子」軍士長。
- 〝半袋〞伊普斯（英语：Half-Sack Epps）（強尼·路易斯（英语：Johnny Lewis）飾演） — 「混亂之子」見習成員。
- 奧佩·溫斯頓（英语：Opie Winston）（雷恩·赫斯（英语：Ryan Hurst）飾演） — 「混亂之子」成員，擁有殺人勳章。
- 派尼·溫斯頓（英语：Piney Winston）（威廉·勒金（英语：William Lucking）飾演） — 「混亂之子」成員，也是創幫九人之一，奧佩的父親。
- 祖斯·歐提茲（英语：Juice Ortiz）（迪奧·羅西飾演） — 「混亂之子」成員，擁有殺人勳章。
- 塔拉·諾爾斯（英语：Tara Knowles）（瑪姬·希芙（英语：Maggie Siff）飾演） — 聖托馬斯醫院的外科主治醫師，賈克斯的初戀情人。
- 韋恩·昂瑟（英语：Wayne Unser）（戴頓·考利（英语：Dayton Callie）飾演） — 查敏警察局局長，「混亂之子」的夥伴。
- 大衛·海爾（英语：David Hale (Sons of Anarchy)）（泰勒·謝里丹飾演） — 查敏警察局副局長。
- 溫迪·卡斯（英语：Wendy Case）（德芮·狄·馬提歐飾演） — 賈克斯的前妻。
- 哈皮·羅曼（英语：Happy (Sons of Anarchy)）（大衛·拉布拉瓦（英语：David Labrava）飾演） — 「混亂之子」遊騎兵。
- 朱恩·斯塔爾（英语：June Stahl）（艾利·沃克（英语：Ally Walker）飾演） — 美國菸酒槍炮及爆裂物管理局，ATF資深探員。
- 伊森·佐貝拉（英语：Ethan Zobelle）（亞當·艾金（英语：Adam Arkin）飾演） — 美國民族主義聯盟領導人，白人分離主義者。
- 波莉·佐貝拉（莎拉·瓊斯飾演） — 伊森·佐貝拉的女兒。
- AJ·溫斯頓（亨利·羅林斯飾演） — 美國民族主義聯盟中尉，白人至上主義者。
- 歐內斯特·達比（英语：Ernest Darby）（米徹·佩勒吉飾演） — 「北歐幫」領導者，白人至上主義者，毒販。
- 馬庫斯·阿爾瓦雷斯（英语：Marcus Alvarez）（艾米里歐·李維拉（英语：Emilio Rivera）飾演） — 「瑪雅幫」會長。
- 拉羅伊·韋恩（英语：Laroy Wayne）（托利·基特爾斯飾演） — 「九一幫」領導者。
- 唐娜·溫斯頓（英语：Donna Winston）（絲普蕾吉·格蕾登（英语：Sprague Grayden）飾演） — 奧佩的妻子。
- 羅森（湯姆·埃弗瑞特·斯科特飾演） — 「混亂之子」雇用的律師。
- 凱爾·霍巴特（布萊恩·范·霍特飾演） — 被驅逐的「混亂之子」前成員。
- 約書亞·科恩（英语：Josh Kohn）（傑·卡內斯飾演） — 美國菸酒槍炮及爆裂物管理局，ATF探員，塔拉的變態前男友。
- 吉米·歐（泰托斯·韋利弗（英语：Titus Welliver）飾演） — 愛爾蘭共和軍領導者。
- 卡梅隆·海斯（英语：Cameron Hayes）（傑米·麥沙尼（英语：Jamie McShane）飾演） — 愛爾蘭共和軍與「混亂之子」之間的武器交易聯絡人。
- 奧托·德萊尼（英语：Otto Delaney）（寇特·舒特飾演） — 「混亂之子」創幫九人之一，被監禁在史塔克頓州監獄。
- 羅恩·塔利（英语：Ron Tully）（瑪麗蓮·曼森客串飾演） — 被監禁在史塔克頓州監獄的「雅利安兄弟會（英语：Aryan Brotherhood）」會長，賈克斯和「混亂之子」的盟友。